# تل السمن دحام (الرقة)
تل السمن دحام قرية سورية تتبع ناحية مركز الرقة في منطقة مركز الرقة في محافظة الرقة. بلغ عدد سكانها 2530 نسمة في عام 2004 حسب إحصاء المكتب المركزي للإحصاء.